# Розенберг Андрій Григорович
Андрій Григорович Розенберг (Diederich Arend von Rosenberg; 21 січня 1739, Рига — 25 серпня 1813, Чорне Подільської губернії) — генерал від інфантерії Російської імператорської армії, глава ряду губерній Російської імперії.

## Біографія
Із курляндських дворян. Син ризької економії камерира Йоганна Георга фон Розенберга та його дружини Анни Регіни, урод. Ланденберг. Хрещений 28 січня 1739 року в ризькій церкві Святого Петра як Дітрих Аренд.
У 1753 почав службу солдатом гвардії. Учасник Семирічної війни. Брав участь у битвах при Гросс-Егерсдорфі (19 серпня 1757) і при Пальцигу (14 серпня 1758). При Пальцизі був тяжко поранений.
За відмінність вивищений 28 лютого 1758 року в перший офіцерський чин прапорщика. У квітні 1760 переведений у Ризький гарнізон секунд-майором. Через 6 років призначений головним суддею у контору будівлі Балтійського порту.
Під час російсько-турецької війни 1768—1774 років виконував секретні доручення при графі О. Г. Орлові, князі Ю. В. Долгоруковому. Брав участь у діях російського флоту в Архіпелазі, в Чорногорській експедиції, облозі Модона, Чесменській битві, та у військових діях у Криму, командуючи військами в Керчі та Єні-Кале.
У 1770 році був вивищений у капітани Преображенського лейб-гвардії полку. У 1772 році переведений в армію чином полковника. У 1778—1779 роках брав участь у військових діях проти конфедератів у Польщі. У 1779—1782 роках командував В'ятським піхотним полком. У 1782 році вивищений у чин генерал-майора. У 1790 призначений командиром Таврійського єгерського корпусу. 3 грудня 1796 року призначений шефом Вітебського мушкетерського полку, а 29 листопада наступного року вивищений у чин генерала від інфантерії. У 1797 році шеф Московського гренадерського полку та інспектор Смоленської дивізії.  21 грудня 1797 року (1 січня 1798 року) призначається Києвським військовим губернатором. Також керував цивільною частиною Малоросійської губернії. Не встиг чимось відзначитися.
11 (22) березня 1798 року призначений Смоленським (до 1800 року) і Псковським військовим губернатором (до 1799 року) й шефом Московського мушкетерського полку. Фактично ці посади були синекурами, оскільки Розенберг весь час перебував у діючій армії.

### Походи до Європи з Суворовим
Особливе місце у військовій кар'єрі А. Г. Розенберга зайняли Італійський та Швейцарський походи російської армії 1798—1800 років. У жовтні 1798 року призначений командиром допоміжного корпусу, що направляється на допомогу Австрії проти французів. Разом з корпусом навесні 1799 року прибув у Верону і вступив під командування О. В. Суворова.
Зайняв Брешію, успішно діяв у битві на річці Адді у Бривио, а потім завдав поразки французам при Вердеріо. 18 квітня 1799 року вступив у Мілан; зайняв П'ємонт. У травні 1799 р. брав участь у невдалому для росіян битві при Бассіньяно.
У битві при Требії 7-8 червня 1799 року на чолі двох колон атакував французів і відкинув їх, надавши допомогу колонам князя П. І. Багратіона, і організував переслідування частин генерала Віктора, що відступали. За ці битви був нагороджений орденом св. Іоанна Єрусалимського з командорством та 1000 рублів щорічного доходу.
Учасник бою при Нові (4 серпня 1799 року), а потім Швейцарського походу, в якому командував передовою колоною. 20 вересня 1799 року розбив війська генерала А. Массена в ході битви в Мутенській долині. Про цей епізод в А. А. Керсновського у його праці «Історія російської Армії» сказано:
Якщо колись у військовій історії перед будь-яким військом з усією жахливою певністю ставилася дилема «перемогти чи померти», то це, звичайно, трапилося в Муттенській долині зі жменею чудо-богатирів у ті назавжди пам'ятні та навіки славні вересневі дні 1799 року.

 Зібрана Суворовим військова рада ухвалила — замість Швіца йти на Гларус і Кенталь. На ар'єргард Розенберга випало важке і почесне завдання — прикрити цей маневр від армії Массени, яка вже почала від Швіца спускатися в Муттенську долину.

 Три дні — 18-го, 19-го та 20-го вересня — вів нерівний бій у Муттенській долині цей геройський ар'єргард. 4000, а потім 7000 росіян — обірваних, голодних, виснажених  — розгромили 15000 солдатів Республіки. Массена ледве уникнув полону. У цих боях французи втратили 3000 вбитих і поранених, 2200 полонених, 2 прапори, 12 гармат. У руках одного з чудо-богатирів — гренадера Махотіна, який схопив Массену, французький головнокомандувач залишив один зі своїх еполет.
29 жовтня 1799 нагороджений орденом св. Андрія Первозванного. Після від'їзду хворого Суворова у березні 1800 року з армії у Кракові, як старший у чині, прийняв він командування армією.

### Губернатор
8 червня 1800 року призначений Кам'янець-Подільським військовим губернатором та шефом Володимирського мушкетерського полку. Активно здійснював цивільне управління, зокрема зобов’язав міську та земську поліцію надсилати відомості про поміщиків, в маєтках яких оселяються іноземці. Протидіяв унійним священником та ченцям, особливо Кам'янець-Подільському унійному братству. 1801 року імператор Олександр I передав йому в управління Волинську губернію. З 1803 року також керував Мінською, Волинською та Подільською губерніями.
11 жовтня 1803 року призначено Херсонським військовим губернатором, який керує цивільною частиною в Херсонській, Катеринославській та Таврійській губерніях. Передусім опікувався відродженням Бузького козацького війська, наказним отаманом якого призначив донського козака і генерал-майора Івана Краснова. Разом з останнім Розенберг відзначився значними зловживаннями, насамперед привласненням грошей, які виділялися на військо. При цьому створив розвідовальну мережу, що спостерігала за діяльністю Задунайської Січі (були здійсненні спроби перетягнути на російський бік старшину аби у випадку війни козаки в дуанйських містах зрадили османів), буджакської орди, видинського паши Османа Пазвантоглу і рущукського аяна Ісмаїла Терсенікліоглу. Ці відомості стали корисними з початком нової війни проти Османської імперії 1806 року.
1804 року вступив у конфлікт з таврійським цивільний губернатором Дмитром Мєртваго, який доповів, що Ногайське козацьке військо, яке повинен був організувати Баязет-бій фактично нестворено. Розенберг, що за хабарі, заплющював очі на бездіяльність останнього, зумів врятувати від суду Баязета, домігшись імператорського наказу на перетворення Ногайського козацького війська на російське приставство для управління ногайцями на Молочних водах. Ногайці стали «вільними хліборобами». Втім 1805 році Розенберг вимушен був подати прохання про звільнення від служби «за слабкістю здоров'я». Був звільнений Високим наказом «зі збереженням його всіх окладів із посад його одержуваних».
Помер у маєтку Чорному, поблизу Кам'янця-Подільського, 25 серпня 1813 року.